# 힌두 스와라지
힌두 스와라지(Hindu Swarāj)는 인도의 자치를 위한 철학을 밝힌 마하트마 간디의 저서이다.
오늘의 인도를 알려면 인도의 독립운동사를 알아야 하고 독립운동의 역사를 알려면 독립운동을 주도한 인도 국민회의(Indian National Congress)를 알아야 한다. 인도 국민회의를 알려면 국민회의의 위대한 지도자였던 간디(Mohandas Karamchand Gandhi, 1869∼1948)의 ≪힌두 스와라지(Hindu Swarāj)≫를 알아야 한다.
인도 국민회의가 1907년 수라트 대회에서 온건파와 강경파로 분열된 후 인도 전역에는 자치의 물결이 일고 있었다. 이와 같은 정신이 남아프리카에서도 널리 퍼지고 있을 무렵인 1909년 12월 11일과 18일 ≪인디언 오피니언≫에 ＜힌두 스와라지＞라는 이름으로 간디가 발표한 구자라트어 칼럼이다. ＜인디언 오피니언＞은 트란스발(Transvaal)의 사티아그라하 투쟁을 대표하며, 일반적으로는 남아프리카에 거주하는 인도인들의 불평불만을 드러내는 매체였다. 간디는 독자들에게 진정한 인도의 자치란 무엇인가를 제시하려고 스스로 쓰지 않고는 견딜 수 없었기에 쓴 글이었다고 고백하고 있다.
간디는 이 글을 쓰게 된 동기를 조국에 봉사하는 것, 진리를 찾는 것, 그리고 그 진리에 따르는 것이라고 했다. 만약 간디가 주장한 논리가 옳다고 증명된다면 다른 사람들도 조국을 위해서 그의 견해를 채택하기를 바란다고 요청했다. 이런 간디에게 ≪힌두 스와라지≫는 각별한 의미가 있다. 이 글이 쓰인 것이 그의 나이 마흔 살 때(1909)다. 1893년부터 남아프리카에서의 ‘진리 실험’을 정리하고 진리 실험의 장을 인도로 옮겨 가기 5년 전 인생의 대 전환기에 쓴 것이다. 이 책의 주된 주제는 목차를 통해서 알 수 있으며, 그 주요한 메시지는 그의 글 결론 부분에서 주장한 다음의 원칙을 통해 확인할 수 있다.
1. 진정한 자치는 자기 자신의 마음을 다스리는 것입니다.
2. 자치를 향한 길은 수동적 저항을 전개해야 합니다. 수동적 저항은 영혼의 힘이며 사랑의 힘입니다.
3. 이런 힘을 발휘하기 위해서는 모든 면에서 스와데시가 반드시 필요합니다.
4. 우리가 원하는 것을 해야 하는 것은 영국인을 반대하거나, 복수를 위해서가 아니라, 그렇게 하는 것이 우리의 의무이기 때문입니다.

그러므로 ≪힌두 스와라지≫는 그의 ≪자서전≫과 더불어 간디의 주저(主著) 가운데 하나다. 인도의 자치라는 뜻의 ≪힌두 스와라지≫는 간디 개인에겐 인도 독립운동의 출사표이며, 인도인의 입장에서는 인도의 독립선언서에 해당하고, 인류 전체에게는 복음서라고 할 만하다. 이 글은 당시 식민지 인도의 긴급한 정치적 요청에 답한 글이고, 다른 한편으로는 인류의 세계사적 운명에 대한 그의 진단과 고심의 산물이다.
- 김선근 역, 지만지 2011년, ISBN 978-89-6406-830-4